# 北京丽泽金融商务区

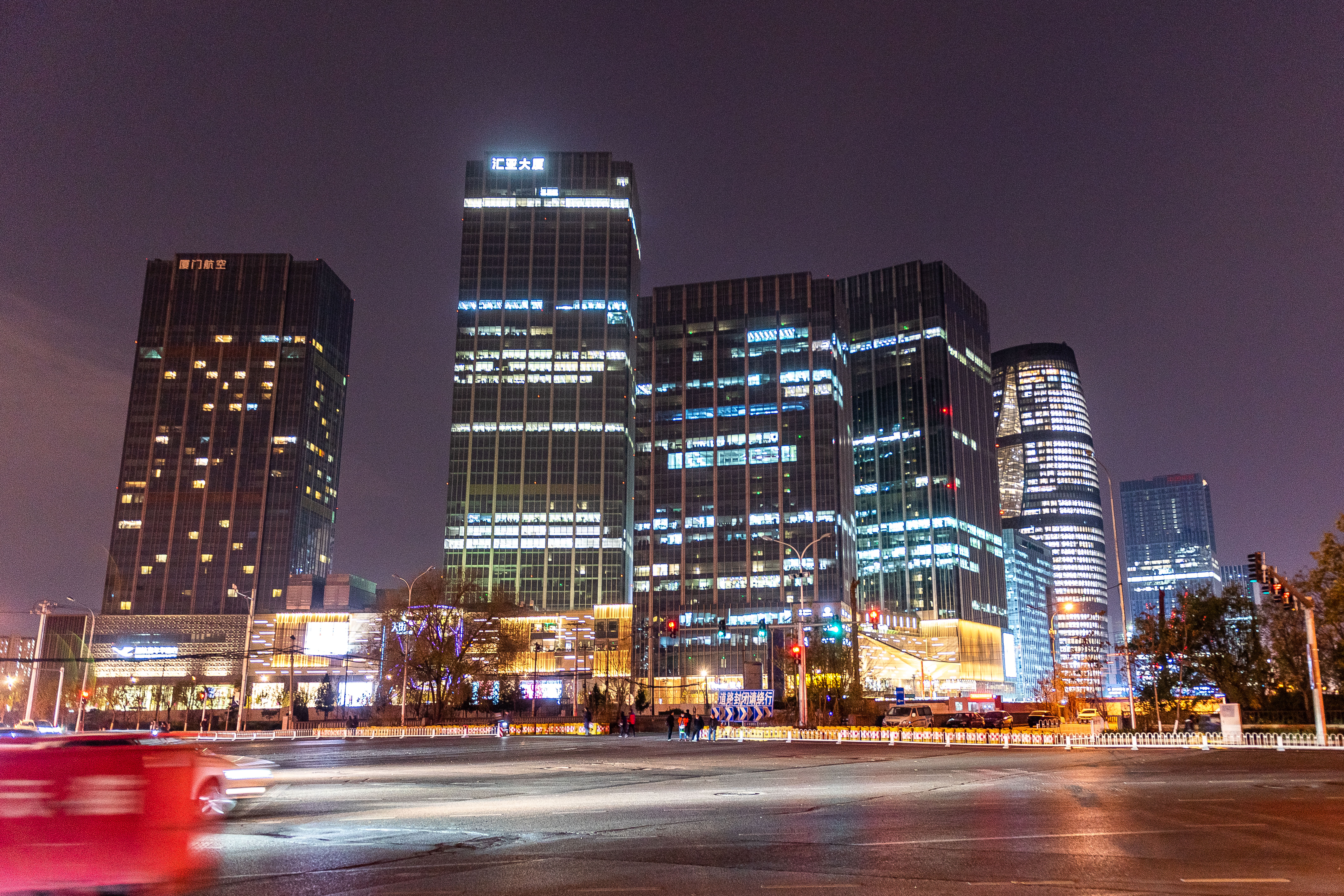
丽泽商务区夜景（2021年11月）

北京丽泽金融商务区，簡稱丽泽金融商务区，是位於中華人民共和國北京市丰台區的一個商務區，它以丽泽路为主线，东起菜户营桥，西至丽泽桥，南起丰草河，北至红莲南路，占地面积8.1平方公里，建筑规模约1000万平方米。境內有丽泽SOHO和北京地铁大兴机场线未来起点丽泽商务区站。

## 歷史

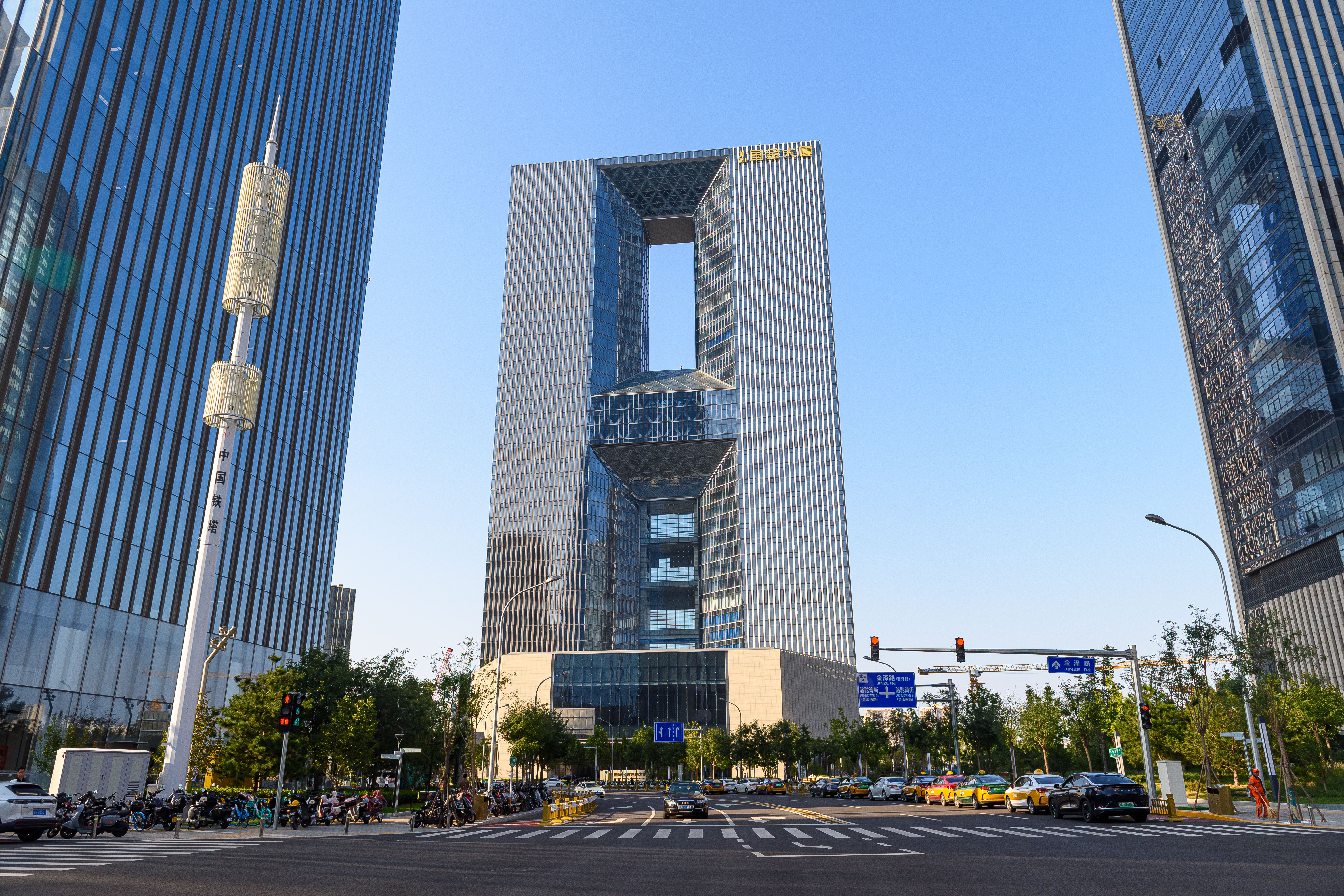
国家金融信息大厦，2024年9月22日建成

2009年3月17日，北京市发改委与丰台区联合召开发布会，正式发布了北京市人民政府《关于加快推进北京丽泽金融商务区开发建设实施的工作意见》。2012年3月，北京丽泽金都开发建设有限公司成立。2010年1月，北京丽泽金融商务区规划综合方案出台。2018年9月19日，丽泽金融商务区首个建设完成、首个投入使用的商务楼宇晋商联合大厦迎来首批入驻企业。
截至2023年9月底，北京丽泽金融商务区已入驻企业1077家，其中金融企业474家。

## 丽泽商务区管委会

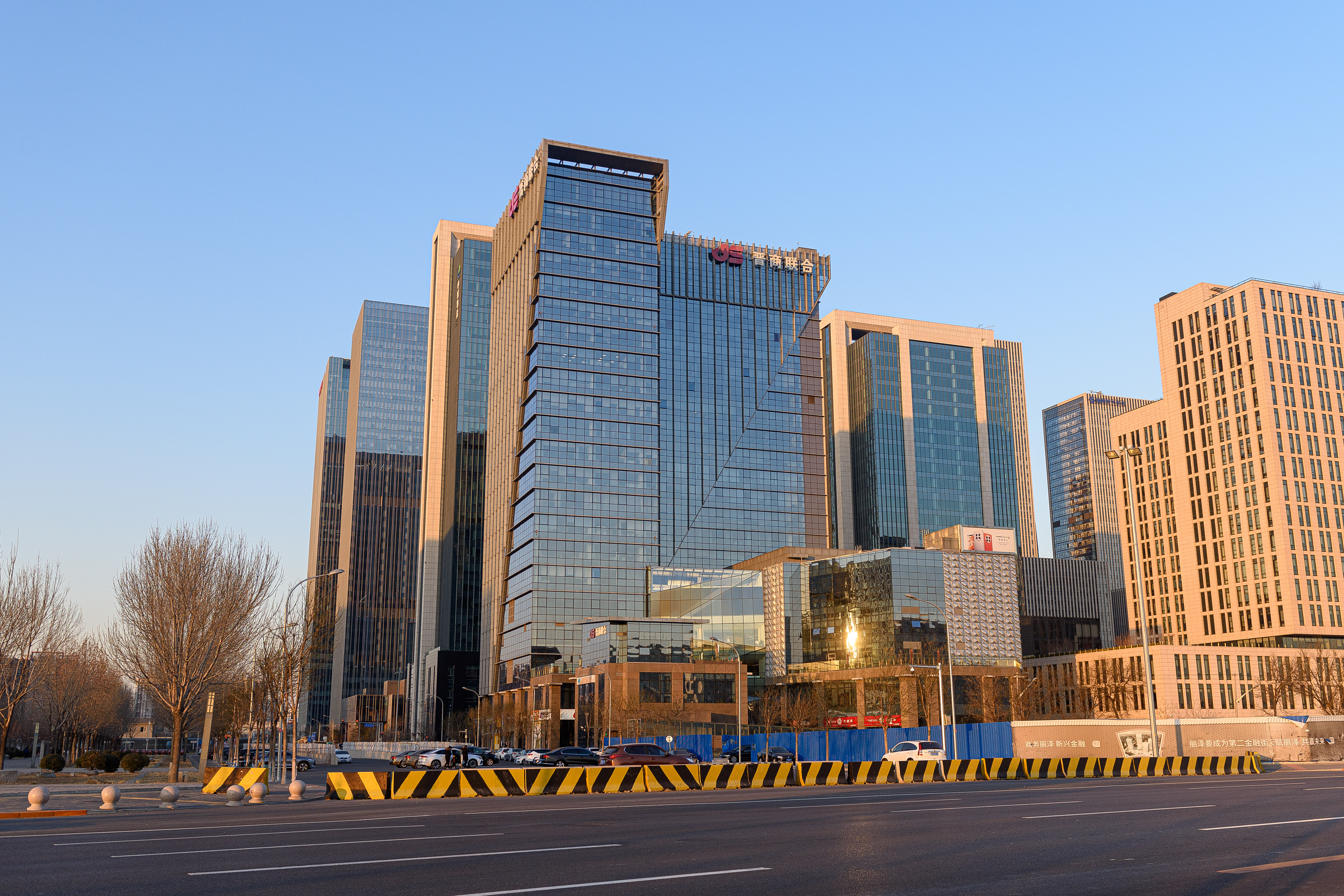
丽泽商务区管委会所在的晋商联合大厦

北京丽泽金融商务区管理委员会是丰台区政府的派出机构，机构规格为正处级，主要职责为根据丰台区政府授权，负责北京丽泽金融商务区的规划、建设、管理等组织协调工作，总部位于晋商联合大厦20层。
丽泽商务区管委会于2016年9月30日在撤销北京丽泽金融商务区开发建设指挥部办公室的基础上设立。

## 外部連結
- 官方网站